# Nikolaus Heinrich von Schönfeld
Nikolaus Heinrich von Schönfeld (Schlönwitz, 9 maart 1733 – Schweidnitz, 22 augustus 1795) was een Pruisische generaal die in 1790 tijdens de Brabantse Omwenteling en in 1792-1793 tijdens de Eerste Coalitieoorlog troepen aanvoerde. In 1777 bouwde hij het Schloss Schönfeld in Kassel, Duitsland, dat hij tot 1790 als zomerresidentie gebruikte. Later werd het gebouw gebruikt door de gebroeders Grimm.

## Militaire carrière
Doordat in 1790 de Statisten bezig waren met een machtsovername van de Verenigde Belgische Staten, moesten ze de eerste opperbevelhebber van het Patriottenleger Jan Andries Van der Mersch uit het beeld zetten. Op 30 januari 1790 werd Von Schönfeld aangenomen, en nadat Van der Mersch was gearresteerd, werd hij opperbevelhebber van het Patriottenleger. Hij vocht tegen het Oostenrijkse leger onder Heilig Roomse generaal Von Bender. De grootste veldslag die hij gevochten heeft was de slag bij Falmagne. Zijn en Koehlers nederlaag betekende dat het einde in zicht was voor de Belgische staat. Hij leidde enkele onsuccesvolle tegenaanvallen na deze slag.
Tijdens de Slag bij Valmy tijdens de Eerste Coalitieoorlog op 20 september 1792 leidde Schönfeld een divisie bestaande uit brigades onder Friedrich Gisbert Wilhelm von Romberg en Otto Heinrich Friedrich von Borch. Romburg voerde het bevel over de infanterieregimenten Brunswijk nr. 21 en Woldeck nr. 41, terwijl Borch de infanterieregimenten Thadden nr. 3 en Romberg nr. 10 aanvoerde. Elk regiment had drie bataljons en elk bataljon had één aangesloten kanon.
Bij de Slag om Kaiserslautern van 28 tot 30 november 1793 leidde Schönfeld een divisie die drie bataljons van het Crousaz Infanterie Regiment Nr. 39, Fuselier Bataljon Legat Nr. 20, één compagnie Jägers, één compagnie Keizerlijke Trier Jägers, vijf eskadrons van de Borstell Kurassiers Nr. 7 en Lottum Dragonders Nr. 1, twee eskadrons van de Eben Huzaren Nr. 2, en één batterij voet- en één batterij paardengeschut van elk acht kanonnen telde. Op de Trier Jägers na waren het allemaal Pruisische eenheden.

## Schloss
In 1777 bouwde Schönfeld het Schloss Schönfeld in Kassel, Duitsland. Hij gebruikte het gebouw tot 1790 als zomerresidentie. Daarna veranderde het kasteel verschillende keren van eigenaar, omdat anderen verliefd werden op de charme ervan. Onder degenen die het gebouw begin 1800 gebruikten, waren de gebroeders Grimm. Het Schloss Schönfeld bestaat nog steeds als museum.
- Gemeinsame Normdatei: 136358888
- International Standard Name Identifier: 0000 0000 5713 4828
- Nederlandse Thesaurus van Auteursnamen: 317708406
- Virtual International Authority File: 80717026
- WorldCat: E39PBJm9bmDmTrwgxpxHqMCmh3